# Ilovăț (gmina)
Ilovăț – gmina w Rumunii, w okręgu Mehedinți. Obejmuje miejscowości Budănești, Cracu Lung, Dâlbocița, Firizu, Ilovăț i Racova. W 2011 roku liczyła 1291 mieszkańców.